# Mesamphisopus albidus
Mesamphisopus albidus är en kräftdjursart som beskrevs av Gouws 2008. Mesamphisopus albidus ingår i släktet Mesamphisopus och familjen Mesamphisopidae. Inga underarter finns listade i Catalogue of Life.